# Barceló (Rum)
Barceló ist ein Rum aus der Dominikanischen Republik.

## Geschichte

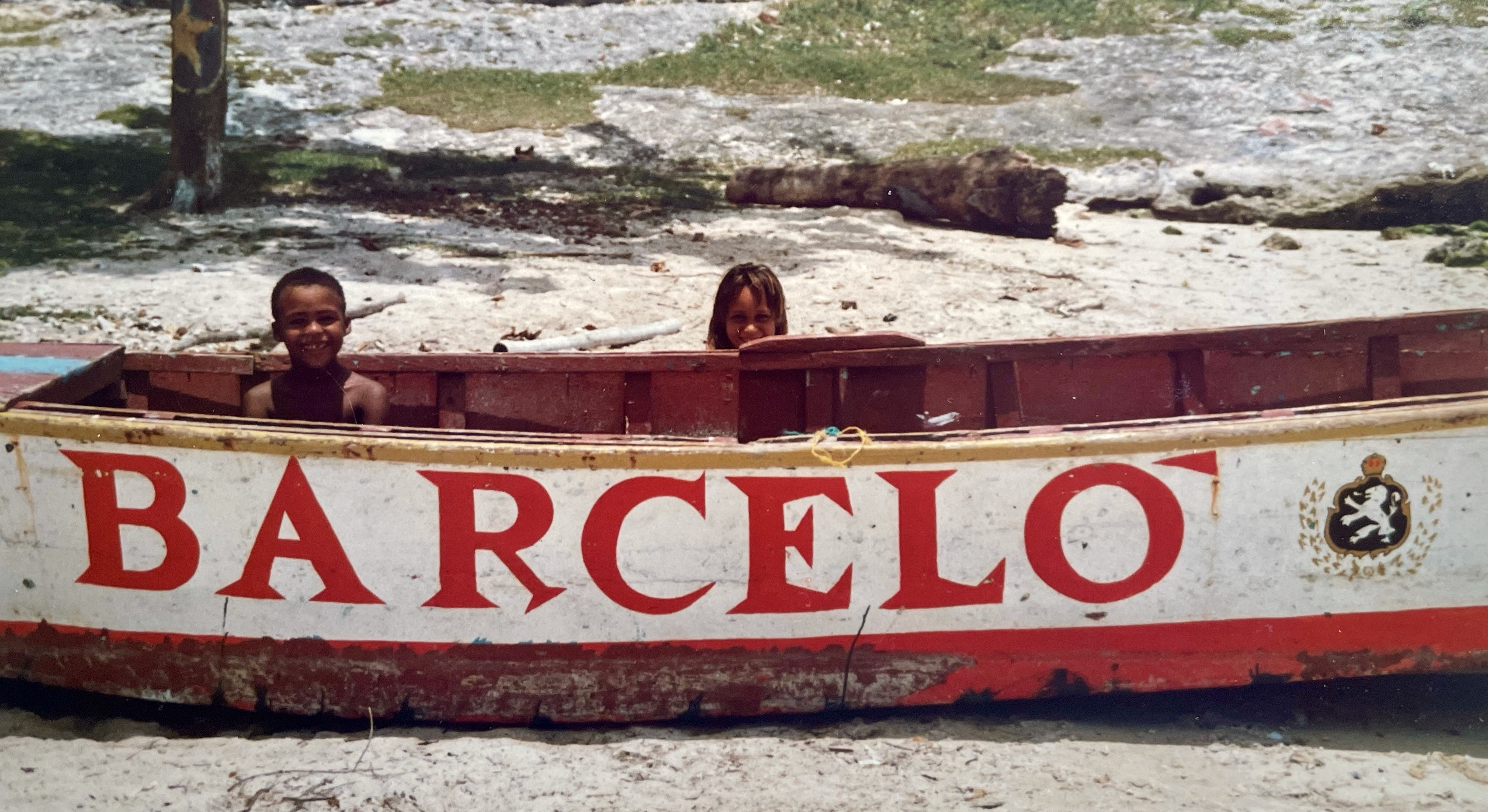
Fischerboot in der Dominikanischen Republik im Sommer 1986

Der junge Unternehmer Julian Barceló, der 1929 aus Spanien eingewandert war, gründete 1930 in der Hauptstadt Santo Domingo das Unternehmen Barceló & Co. Die Marke etablierte sich und wurde bald zu einer der größten Rumdestillerien der Karibik.
Die charakteristische bernsteinfarbene Flasche namens Pitufita wurde 1970 mit der Einführung des Produkts Ron Barceló Anejo patentiert. In den 1980er Jahren wurde die Sorte Ron Barceló Imperial von Miguel Barceló eingeführt. Sie wurde mehrfach ausgezeichnet und zwanzig Jahre später vom Beverage Testing Institute in Chicago mit der höchsten Punktzahl der Geschichte zum „Besten Rum der Welt“ gekürt.
1992 begann der Export in Länder außerhalb der Karibik, seit 1994 exportiert das Unternehmen nach Spanien, dort ist er Marktführer. 2000 kam es zu einer Partnerschaft zwischen Ron Barceló und einigen spanischen Unternehmen. Aktuell wird der Rum in mehr als 50 Staaten exportiert.
In Deutschland wird das Produkt seit 2016 unter dem Slogan „Hey, Ho, Barceló“ vermarktet.

## Sortiment
- Ron Barceló Imperial Premium Blend 30 Aniversario: zweifache Lagerung (mindestens 12 Jahre)
- Ron Barceló Imperial Onyx: mahagoni, 10 Jahre in amerikanischen und Europäischen Eichenfässern gereift, Filterung mit Onyxsteinen
- Ron Barceló Imperial: kupferrot, mindestens 10 Jahre gereift
- Ron Barceló Gran Añejo: bernsteinfarben, mindestens 6 Jahre gereift
- Ron Barceló Añejo: bernsteinfarben, 4 Jahre gereift
- Ron Barceló Dorado: bernsteinfarben, mindestens 18 Monate gereift
- Ron Barceló Gran Platinum, klare Farbe, ca. 6 Jahre gereift und mehrfach gefiltert
- Ron Barceló Blanco: klare Farbe, mindestens 18 Monate gereift
- Ron Barceló Cream: Likör aus Barceló Anejo und Sahne